# Ursula Langmayr
Ursula Langmayr (* 27. September 1974 in Linz) ist eine österreichische Opernsängerin (Sopran).

## Leben
Langmayr wuchs in Leonding bei Linz auf. Nach der Matura (Abitur) am Adalbert Stifter Gymnasium studierte sie Sologesang bei Ingrid Janser-Mayr und Wolfgang Holzmair am Mozarteum in Salzburg. Sie trat unter namhaften Dirigenten, Orchestern und Künstlern bei zahlreichen Festivals, Festwochen und Liederabenden auf. Regelmäßig arbeitet sie mit den Wiener Philharmonikern zusammen. Sie wirkte mit an der Uraufführung von „Melancholia“ des Komponisten Georg Friedrich Haas an der Opéra Garnier Paris. Zusammen mit Kurt Azesberger produzierte sie „Ich, Hiob“ von Thomas Daniel Schlee, eines der erfolgreichsten Bühnenwerke der jüngeren österreichischen Operngeschichte. Im Rahmen des Carinthischen Sommers 2010 sang sie die „Maria“ in der Uraufführung in der Oper „Die Geburt des Täufers“ des finnischen Komponisten Jyrki Linjama. In ihrer CD „What Can We Poor Females Do?“ stellt sie zusammen mit Christa Ratzenböck amouröse Duette um Liebe und Leidenschaft vor – u. a. von Henry Purcell, Gioacchino Rossini, Felix Mendelssohn Bartholdy, Johannes Brahms, Ernest Chausson und Benjamin Britten.
Seit Oktober 2016 lehrt Ursula Langmayr Gesang und Stimmbildung an der Universität für Musik und darstellende Kunst in Wien.

## Medien
- Dorf TV Hörensagen#35 Ursula Langmayr ist Gast bei Norbert Trawöger
- Vier alttestamentliche Gebete" (1978) von Michael Radulescu auf Youtube
- Licht und Liebe von Franz Schubert auf Youtube